# Reinholdella
Reinholdella es un género de foraminífero bentónico de la subfamilia Reinholdellinae, de la familia Ceratobuliminidae, de la superfamilia Ceratobuliminoidea, del suborden Robertinina y del orden Robertinida. Su especie tipo es Discorbis dreheri. Su rango cronoestratigráfico abarca desde el Pliensbachiense superior (Jurásico inferior) hasta el Aptiense (Cretácico inferior).

## Clasificación
Reinholdella incluye a las siguientes especies:
- Reinholdella brandi †
- Reinholdella brotzeni †
- Reinholdella dreheri †
- Reinholdella epistominoides †
- Reinholdella liquida †
- Reinholdella lutzei †
- Reinholdella media †
- Reinholdella mesoliassica †
- Reinholdella ornata †
- Reinholdella pachyderma †
- Reinholdella platterugensis †
- Reinholdella quadrilocula †
- Reinholdella tsararanoensis †
- Reinholdella ultima †
- Reinholdella valendisensis †
  - Reinholdella valendisensis plettenbergia †

En Reinholdella se han considerado los siguientes subgéneros:
- Reinholdella (Pseudolamarckina), aceptado como género Pseudolamarckina
- Reinholdella (Sublamarckella), aceptado como género Sublamarckella